# Wolfgang Blomeyer
Wolfgang Blomeyer (* 25. Mai 1934 in Berlin; † 20. März 2002 in Erlangen) war ein deutscher Jurist.

## Leben
Von 1956 bis 1959 studierte er Rechtswissenschaften in Berlin und München und 1960/1961 an der Columbia Law School. Nach der Promotion 1963 an der Universität München zum Dr. iur. war er von 1964 bis 1971 wissenschaftlicher Assistent am Seminar für Wirtschafts- und Arbeitsrecht an der Universität München. Nach der Habilitation 1971 für Bürgerliches Recht, Arbeitsrecht, Handelsrecht und Rechtsvergleichung wurde er 1972 Professor für Wirtschafts- und Arbeitsrecht an der Universität Erlangen-Nürnberg.

## Schriften (Auswahl)
- mit Herbert Buchner: Rückzahlungsklauseln im Arbeitsrecht. Insbesondere bei Vereinbarungen über Gratifikationen, Sonderzuwendungen, Aus- und Fortbildungskosten, Umzugskosten, Urlaubsgelder, Urlaubsentgelte und Darlehen. Karlsruhe 1969, OCLC 890664525.
- mit Horst Steinmann und Gérard Gäfgen: Die Kosten der Mitbestimmung. Mannheim 1981, ISBN 3-411-01610-8.
- Die institutionelle Problematik der genossenschaftlichen Kapitalversorgung. Tübingen 1989, ISBN 3-16-345470-4.
- mit Klaus Otto: Gesetz zur Verbesserung der betrieblichen Altersversorgung. Kommentar. München 2003, ISBN 3-406-50391-8.